# Seznam léčivých rostlin, K
Toto je seznam léčivých rostlin, jejichž český název začíná písmenem K.

CELÝ SEZNAM A-B-C-Č-D+Ď-E+F+G-H-Ch+I+J-K-L-M-N+O-P-R+Ř-S+Š-T+U-V+W+Y-Z+Ž

## K
| Český název (další českojazyčné a lidové názvy) | Vědecký název                                               | Užívaná část                            | Lékopisný název                                                                                                | Charakteristika účinků a použití | Botanické vyobrazení nebo fotka |
| --- | ----------------------------------------------------------- | --------------------------------------- | --- | --- | ------------------------------- |
| Kadidlovník pravý (gumiresina, olibanum, kadidlový strom, thus)                                                                                            | Boswellia sacra (Flueck.)                                   |                                         | | |                                 |
| Kafrovník lékařský (kafrový strom, kamfor, kamfora) | Cinnamomum camphora (L.) (J.Presl)                          |                                         | | |                                 |
| Kajeput střídavolistý (čajovník australský) | Melaleuca alternifolia (Maiden) (Betche) (Cheel)            | listy, silice                           | Melaleucae etheroleum                                                                                          | |                                 |
| Kakaovník pravý | Theobroma cacao (L.)                                        | olej                                    | Oleum cacao | roborans - posilující a výživné tonikum |                                 |
| Kakost luční kakost smrdutý (báčník, čapí nos, čápky, hrabice, ratanika, bodec, osten,…)                                                                   | Geranium pratense (L.) Geranium robertianum (L.)            |                                         | | |                                 |
| Kakost muškátový (čapí nůsek pižmový, muškát voňavý, růžovice)                                                                                             | Erodium moschatum (L.) (L'Hér.)                             |                                         | | |                                 |
| Kakost růžový vonný (čapí nušek, růžovice) | Erodium reichardii (Murray) (DC.)                           |                                         | | |                                 |
| Kaktus meska (ježunka Williamsova, posvátná houba, posvátný kaktus)                                                                                        | Lophophora williamsii (Lem.) (Salm-Dyck) (J.M.Coult.)       |                                         | | |                                 |
| Kornoutice africká (kala, svatební květina) | Zantedeschia aethiopica (L.) (Spreng.)                      |                                         | | |                                 |
| Kalina obecná (bílé syrečky, bochánky, buchtičky, červené jahodky, homolky, knedlíčky, plané víno, ptačí chleba, sněhové koule, zobačka)                   | Viburnum opulus (L.)                                        | kůra                                    | Cortex viburni opuli                                                                                           | adstrigens, hemostatikum, proti krvácení z rodidel, v homeopatii proti potratu                                                                                            |                                 |
| Kalina tušalaj (bankyta, chléb ptačí, chudovina, lepík) | Viburnum lantana (L.)                                       |                                         | | |                                 |
| Kalina višňolistá | Viburnum prunifolium (L.)                                   | kůra z větví, kmene případně i z kořenů | Cortex viburnioficiální v ČsL 2                                                                                | Psychofarmakum |                                 |
| Kamejka lékařská (biserosímě, čaj, kamínka, pšenička, slze boží, vrabí semeno)                                                                             | Lithospermum officinale (L.)                                | plody - lesklé bílé tvrdky              | Fructus lithospermi                                                                                            | Při dně, proti tvorbě močových kamenů, při revmatických bolestech |                                 |
| Kamejka rolní (biserosímě, kamelka, kamýlka, křížek, svrasklice                                                                                            | Buglossoides arvensis (L.) (I.M.Johnst.)                    |                                         | | |                                 |
| Kamélie japonská (sasankva) | Camellia japonica (L.)                                      |                                         | | |                                 |
| Kamýšek šášinovitý (kuloskřípina) | Scirpoides holoschoenus (L.) (Soják)                        |                                         | | |                                 |
| Kamyšník přímořský (skřípina mořská) | Bolboschoenus maritimus (L.) (Palla)                        |                                         | | |                                 |
| Kandík psí zub (kandík evropský, kendék) | Erythronium dens-canis (L.)                                 |                                         | | |                                 |
| Kapara trnitá (kaparovník trnitý, kaprlata, kaprle) | Capparis spinosa (L.)                                       |                                         | | |                                 |
| Kapinice (akácie, klej, mimosa nepravá) | Acacia dealbata (Link.)                                     |                                         | | |                                 |
| Kapraď samec (čarodějnický kořen, čertí pero/peří/pyro/žebro/, feračina,                                                                                   | Dryopteris filix-mas (L.) (Schott)                          |                                         | | |                                 |
| Kapusta | Brassica oleracea var. gemmifera (DC.)                      | listy                                   | | Diuretikum, stomachikum, zdroj vitamínů (A, B1, B2, C, K, P), minerálních iontů (K, Mg, Ca, P, Fe)                                                                        |                                 |
| Kapustka obecná | Lapsana communis (L.)                                       |                                         | | |                                 |
| Karafiát zahradní | Dianthus caryophyllus (L.)                                  |                                         | | |                                 |
| Karbinec evropský | Lycopus europaeus (L.)                                      | nať před rozkvětem                      | Herba lycopi                                                                                                   | při zvětšení štítné žlázy a ze srdečních poruch vyvolaných tímto onemocněním                                                                                              |                                 |
| Kardamovník obecný | Elettaria cardamomum (L.) (Maton)                           |                                         | | |                                 |
| Kassie sennová, kasie ostrolistá, (senna) | Senna alexandrina (Mill.)                                   | plod, list                              | Sennae acutifoliae fructus, Sennae folium                                                                      | |                                 |
| Kašťa bělavá | Sassafras albidum (Nutt.) (Nees)                            |                                         | | |                                 |
| Kaštanovník jedlý | Castanea sativa (Mill.)                                     |                                         | | |                                 |
| Kaštanovník pavie | Aesculus pavia (L.)                                         |                                         | | |                                 |
| Katrán tatarský | Crambe tataria (Sebeok)                                     |                                         | | |                                 |
| Kaučukovník brazilský | Hevea brasiliensis (Willd.) (A.Juss.) (Müll.Arg.)           |                                         | | |                                 |
| Kávovník arabský | Coffea arabica (L.)                                         |                                         | | |                                 |
| Kavyl Ivanův | Stipa pennata (L.)                                          |                                         | | |                                 |
| Kavyl tuholistý | Stipa tenacissima (L.)                                      |                                         | | |                                 |
| Kdouloň obecná | Cydonia oblonga (Mill.)                                     |                                         | | |                                 |
| Kdoulovec japonský | Chaenomeles japonica (Thunb.) (Lindl.) (Spach)              |                                         | | |                                 |
| Kejklířka pižmová | Mimulus moschatus (Douglas) (Lindl.)                        |                                         | | |                                 |
| Kerblík lesní | Anthriscus sylvestris (L.) (Hoffm.)                         |                                         | | |                                 |
| Kerblík třebule | Anthriscus cerefolium (L.) (Hoffm.)                         |                                         | | |                                 |
| Klanopraška čínská (magnolka) | Schisandra chinensis (Turcz.) (Baill.)                      | zralé plody, semena, nať                | Fructus Schizandrae, Semen Schizandrae, Herba Schizandrae                                                      | stimulace centrální nervové soustavy při fyzické a psychické únavě (neurotonikum), slouží při poruchách krevního oběhu a látkové přeměny, podporuje hojení a obnovu tkání |                                 |
| Klapourek citrovonný (aloisie citronová) | Aloysia citrodora (Palàu)                                   |                                         | | |                                 |
| Klejicha hlíznatá/ klejicha mléčící | Asclepias tuberosa (L.) / Asclepias syriaca (L.)            |                                         | | |                                 |
| Klikva bahenní (klikva žoravina) | Vaccinium oxycoccos (L.)                                    |                                         | | |                                 |
| Klokoč zpeřený | Staphylea pinnata (L.)                                      |                                         | | |                                 |
| Kmín kořenný | Carum carvi (L.)                                            | plody                                   | Carvi fructus                                                                                                  | proti plynatosti |                                 |
| Kmín římský | Cuminum cyminum (L.)                                        |                                         | | |                                 |
| Knotovka bílá | Silene latifolia (Poir.)                                    |                                         | | |                                 |
| Knotovka červená | Silene dioica (L.) (Clairv.)                                |                                         | | |                                 |
| Knotovka lepkavá | Silene viscosa (L.) (Pers.)                                 |                                         | | |                                 |
| Knotovka noční | Silene noctiflora (L.)                                      |                                         | | |                                 |
| Kociánek dvoudomý | Antennaria dioica (L.) (Gaertn.)                            |                                         | | |                                 |
| Kočičí zelí (ožanka kočičí) | Teucrium marum (L.)                                         |                                         | | |                                 |
| Kohátka kalíškatá | Tofieldia calyculata (L.) (Wahlenb.)                        |                                         | | |                                 |
| Kohoutek plamenný | Lychnis chalcedonica (L.)                                   |                                         | | |                                 |
| Kohoutek luční | Lychnis flos-cuculi (L.)                                    |                                         | | |                                 |
| Kokořík vonný | Polygonatum odoratum (Mill.) (Druce)                        |                                         | | |                                 |
| Kokosovník ořechoplodý | Cocos nucifera (L.)                                         | kokosový olej čištěný                   | Cocois oleum raffinatum                                                                                        | |                                 |
| Kokoška pastuší tobolka | Capsella bursa-pastoris (L.) (Medik.)                       |                                         | | |                                 |
| Kokotice hubilen | Cuscuta epilinum (Boenn.)                                   |                                         | | |                                 |
| Kokotice povázka | Cuscuta epithymum (L.)                                      |                                         | | |                                 |
| Kokrhel luštinec | Rhinanthus alectorolophus (Scop.) (Pollich)                 |                                         | | |                                 |
| Kolokázie jedlá | Colocasia esculenta (L.) (Schott)                           |                                         | | |                                 |
| Kolokvinta obecná | Citrullus colocynthis (L.) (Schrad.)                        |                                         | | |                                 |
| Kolkvicie krásná (Kolkwitzie krásná) | Kolkwitzia amabilis (Graebn.)                               |                                         | | |                                 |
| Kolovník lesklý (kola lesklá) | Cola nitida (Vent.) (A.Chev.)                               | kolové semeno                           | Colae semen | |                                 |
| Komonice bílá komonice lékařská (jetel bulharský/zázrařný/kamenáč)/(blúd, vucharský jetel, kameníček, kominice, medový/uherský jetel, svatojánské kadeře…) | Melilotus albus (Medik.) Melilotus officinalis (L.) (Pall.) | nať, čerstvé listy a květy              | Herba melilotii, Melilotus officinalis                                                                         | cévní tonikum |                                 |
| Koniklec luční | Pulsatilla pratensis (L.) (Mill.)                           |                                         | | |                                 |
| Konitrud lékařský | Gratiola officinalis (L.)                                   |                                         | | |                                 |
| Konopí seté | Cannabis sativa (L.)                                        |                                         | | |                                 |
| Konopice polní | Galeopsis tetrahit (L.)                                     |                                         | | |                                 |
| Konopice pýřitá | Galeopsis pubescens (Besser)                                |                                         | | |                                 |
| Konopice bledožlutá (konopička bledožlutá, konopice obilní, konopice huňatá)                                                                               | Galeopsis segetum (Neck.)                                   | nať, čerstvá kvetoucí rostlina          | Herba galeopsidis, Galeopsidis                                                                                 | při léčbě vleklých chorob dýchacích cest, podpora tvorby mléka a krve |                                 |
| Kontryhel obecný (alchemilka, husí nožka, hvězdoš, rosička)                                                                                                | Alchemilla vulgaris (L.)                                    | kontryhelová nať                        | Alchemillae herba                                                                                              | |                                 |
| Kontryhel rolní (nepatrnec) | Aphanes arvensis (L.)                                       |                                         | | |                                 |
| Konvalinka vonná | Convallaria majalis (L.)                                    |                                         | | |                                 |
| Kopaiva lékařská (korajník) | Copaifera officinalis (Jacq.) (L.)                          |                                         | | |                                 |
| Kopr vonný (kopr zahradní) | Anethum graveolens (L.)                                     |                                         | | |                                 |
| Kopretina bílá | Leucanthemum vulgare (Lam.)                                 |                                         | | |                                 |
| Kopretina indická | Chrysanthemum indicum (L.)                                  |                                         | | |                                 |
| Kopretina polní | Glebionis segetum (L.) (Fourr.)                             |                                         | | |                                 |
| Kopretina řimbaba (kopretina šarlatová) | Tanacetum coccineum (Willd.) (Grierson))                    |                                         | | |                                 |
| Kopretina starčkolistá | Chrysanthemum cinerariifolium (Trevir.) (Vis.)              |                                         | | |                                 |
| Kopretina vratič (Kopretina maří list) | Tanacetum vulgare (L.)                                      |                                         | | |                                 |
| Kopretina zlatý květ (kopretina věncová, chryzantémovka vencová,zlateň, žlutoko, bylice zlateň, merunka, pinardie)                                         | Glebionis coronaria (L.) (Cass.) (Spach)                    |                                         | | |                                 |
| Kopřiva dvoudomá (žahavka, žihavka, žihlava, velká kopřiva)                                                                                                | Urtica dioica (L.)                                          | nať, čerstvá rostlina s kořeny a květy  | Herba urticae, Urtica dioica                                                                                   | pročišťování krve, koriguje nesprávné složení tělních tekutin, zevně na artrózu                                                                                           |                                 |
| Koprník štětinolistý (koprník úzkolistý) | Meum athamanticum (Jacq.)                                   |                                         | | |                                 |
| Kopřiva žahavka | Urtica urens (L.)                                           |                                         | | |                                 |
| Kopytník evropský (beraní jazyk, horní nardus, kafráček, klisní kopyto, kopidlen, kýchací omylní)                                                          | Asarum europaeum (L.)                                       |                                         | | |                                 |
| Kopytník kanadský | Asarum canadense (L.)                                       |                                         | | |                                 |
| Koriandr setý | Coriandrum sativum (L.)                                     | plody, silice                           | Coriandri fructus                                                                                              | uvolňování křečí hladkého svalstva, trávení |                                 |
| Koromáč olešníkový (koromáč luční) | Silaum silaus (L.) (Schinz) (Thell.)                        |                                         | | |                                 |
| Kořenokvětka | Aspidistra elatior (Blume)                                  |                                         | | |                                 |
| Kosatec německý | Iris × germanica (L.)                                       |                                         | | |                                 |
| Kosatec trávovitý | Iris graminea (L.)                                          |                                         | | |                                 |
| Kosatec žlutý | Iris pseudacorus (L.)                                       |                                         | | |                                 |
| Kostival hlíznatý | Symphytum tuberosum (L.)                                    |                                         | | |                                 |
| Kostival lékařský (černý kořen) | Symphytum officinale (L.)                                   | kořen a nať, čerstvá kvetoucí rostlina  | Radix cum Herba symhyti, Symhytum                                                                              | hojení zanícených hnisajících i krvácivých ran, zhnožděnin zlomenin |                                 |
| Kostřava rákosovitá | Festuca arundinacea (Schreb.)                               |                                         | | |                                 |
| Kotvice plovoucí | Trapa natans (L.)                                           |                                         | | |                                 |
| Koukol polní | Agrostemma githago (L.)                                     |                                         | | |                                 |
| Kozí brada fialová | Tragopogon porrifolius (L.)                                 |                                         | | |                                 |
| Kozí brada luční | Tragopogon pratensis (L.)                                   |                                         | | |                                 |
| Kozí brada pochybná (kozí brada větší) | Tragopogon dubius (Scop.)                                   |                                         | | |                                 |
| Kozí list obecný | Lonicera caprifolium (L.)                                   |                                         | | |                                 |
| Kozí noha | Aegopodium podagraria (L.)                                  |                                         | | |                                 |
| Kozinec cizrnovitý | Astragalus cicer (L.)                                       |                                         | | | 2 vpravo                        |
| Kozinec sladkolistý | Astragalus glycyphyllos (L.)                                |                                         | | |                                 |
| Kozlíček polníček | Valerianella locusta (L.) (Laterr.)                         |                                         | | |                                 |
| Kozlíček zubatý | Valerianella dentata (L.) (Pollich)                         |                                         | | |                                 |
| Kozlík lékařský (baldrián, čertikus, odolen, kočičí kořen)                                                                                                 | Valeriana officinalis (L.)                                  | kořen kozlíku, sušený kořen             | Radix valerianae, Valeriana officinalis                                                                        | uklidňující při nespavosti |                                 |
| Krabilice hlíznatá (krkoška) | Chaerophyllum bulbosum (L.)                                 |                                         | | |                                 |
| Krabilice mámivá | Chaerophyllum temulum (L.)                                  |                                         | | |                                 |
| Kramerie trojmužná (ratanha, ratanový kořen) | Krameria lappacea (Dombey) (Burdet) (B.B.Simpson)           | kořen                                   | Ratanhiae radix                                                                                                | |                                 |
| Krásnoočko doutnavé | Coreopsis tinctoria (Nutt.)                                 |                                         | | |                                 |
| Krevnice kanadská | Sanguinaria canadensis (L.)                                 |                                         | | |                                 |
| Krokus setý | Crocus sativus (L.)                                         |                                         | | |                                 |
| Kropenáč ozimý | Swertia perennis (L.)                                       |                                         | | |                                 |
| Krtičník hlíznatý | Scrophularia nodosa (L.)                                    |                                         | | |                                 |
| Krtičník jarní | Scrophularia vernalis (L.)                                  |                                         | | |                                 |
| Kručinka barvířská | Genista tinctoria (L.)                                      |                                         | | |                                 |
| Kručinka německá | Genista germanica (L.)                                      |                                         | | |                                 |
| Kruhatka Matthiolova (kortuska) | Cortusa matthioli (L.)                                      |                                         | | |                                 |
| Krušina olšová | Frangula alnus (Mill.)                                      | kůra, extrakt z kůry                    | Frangulae cortex, Frangulae corticis extractum siccum normatum                                                 | |                                 |
| Kruštík širolistý | Epipactis helleborine (L.) (Crantz)                         |                                         | | |                                 |
| Krvavec menší | Sanguisorba minor (Scop.)                                   |                                         | | |                                 |
| Krvavec toten (kominíček, krvavník) | Sanguisorba officinalis (L.)                                |                                         | | |                                 |
| Křehkýš vodní | Myosoton aquaticum (L.) (Moench)                            |                                         | | |                                 |
| Křen selský | Armoracium rusticana (L.)                                   | kořen                                   | Radix armoraciae                                                                                               | zevně proti chorobám pohybového ústrojí, vnitřně uluhčuje odkašlávání a pomáhá při nachlazení                                                                             |                                 |
| Křez tenkolistý | Diplotaxis tenuifolia (L.) (DC.)                            |                                         | | |                                 |
| Křídlatka sachalinská | Fallopia sachalinensis (F. Schmidt) (Ronse Decr.)           |                                         | | |                                 |
| Křídlok santálový | Pterocarpus santalinus (L.f.)                               |                                         | | |                                 |
| Křivatec žlutý | Gagea lutea (L.) (Ker-Gawl.)                                |                                         | | |                                 |
| Kuklík městský | Geum urbanum (L.)                                           | kořen a nať, silice , sušený kořen      | Radix cum herba gei urban = Radix cum herba carophylataei, Etheroleum carryophyllatae aethericum, Geum urbanum | posilující a povzbuzující prostředek, tišení bolestí zubů, proti průjmům                                                                                                  |                                 |
| Kuklík potoční | Geum rivale (L.)                                            |                                         | | |                                 |
| Kukuřice setá | Zea mays (L.)                                               | blizny, kukuřičný olej, kukuřičný škrob | ,Maydis oleum rafinatum, Maydis amylum                                                                         | |                                 |
| Kulčiba hořká | Strychnos ignatii (P.J.Bergius)                             |                                         | | |                                 |
| Kulčiba dávivá | Strychnos nux-vomica (L.)                                   |                                         | | |                                 |
| Kurkuma žlutokořenná | Curcuma zanthorrhiza (L.)                                   | oddenek kurkumy žlutokořenné            | Curcumae xanthorrhizae rhizoma                                                                                 | | [[Soubor:\|100px]]              |
| Kurkumovník citvárový (cicvárový kořen) | Curcuma longa (L.)                                          |                                         | | |                                 |
| Kurkumovník zedoárový | Curcuma zedoaria (Christm.) (Rosc.)                         |                                         | | |                                 |
| Kuspara lékařská | Angostura trifoliata (Willd.) (T.S.Elias)                   |                                         | | |                                 |
| Kustovnice cizí | Lycium barbarum (L.)                                        |                                         | | |                                 |
| Kvasie jamajská (hořkeň, hořkoň) | Quassia amara (L.)                                          |                                         | | |                                 |
| Květák | Brassica oleracea var. botrytis (L.)                        |                                         | | |                                 |
| Kyčelnice cibulkonosná | Cardamine bulbifera (L.)                                    |                                         | | |                                 |
| Kyčelnice devítilistá | Cardamine enneaphyllos (L.) (Crantz)                        |                                         | | |                                 |
| Kyhanka sivolistá (kyhanka bažinná) | Andromeda polifolia (L.)                                    |                                         | | |                                 |
| Kýchavice bílá (elebor bílý) | Veratrum album (L.)                                         |                                         | | |                                 |
| Kyhatka provázková (tilandsie provazovkovitá) | Tillandsia usneoides (L.)                                   |                                         | | |                                 |
| Kýlatka čtyřlistá | Polycarpon tetraphyllum (L.)                                |                                         | | |                                 |
| Kyprej vrbice | Lythrum salicaria (L.)                                      | nať                                     | Lythri herba                                                                                                   | |                                 |
| Kysala (begonie, begonka) | Begonia (L.)                                                |                                         | | | Begonia aconitifolia            |
| Kyseláč luční | (Rumex acetosa (L.)                                         |                                         | | |                                 |
| Kyvor lékařský (ceterák) | Ceterach officinarum (Willd.)                               |                                         | | |                                 |